# Weesp
Weesp — alternative post-metal группа из Минска. Стиль группы может быть описан как смесь тяжелых узнаваемых рифов, бодрых ударных партий, аналоговых синтезаторов и мелодичного выразительного вокала. Хотя сами члены группы сначала называли свой стиль альтернативным роком, некоторые музыкальные журналисты описывают стиль, как «совмещение жанров металл и рок», а некоторые композиции относят к жанру ню-металл. К выходу второго полноформатного альбома "Black Sails" музыканты пришли к определению музыкального стиля как alternative post-metal.

## История

### Ранние годы
Вокалист группы Лекс вместе с Майком (гитара) основали группу в Минске, когда учились в старших классах в середине 2000-х. Позже сформировался окончательный состав группы, а в 2009 парни определились с названием — Weesp, и сразу выпустили ЕР под названием Taste of Steel’
Вдохновляясь такими группами, как The Prodigy, Nine Inch Nails, Red Hot Chilli Peppers, Korn и Metallica, они вскоре выработали свой уникальный стиль: смесь тяжелых риффов с мелодичностью и классическим звучанием синтезаторов.
После выпуска следующего ЕР «This will destroy us» (2011), Weesp выступали на многочисленных концертах и фестивалях во множестве стран, включая балтийские страны, СНГ, Германию и Чехию (2012—2015). За этот период группа выпустила ещё несколько синглов.

### 2015 — The Void
20 августа 2015 года Weesp выпускают свой первый полноформатный альбом «The Void», работа над которым велась на протяжении нескольких лет, начиная с 2012 года.
Запись The Void, как дебютного полноформатника группы долго откладывалась. Со слов фронтмена, «альбом отражает впечатления и опыт, накопленный музыкантами за предшествующие 10 лет жизни. Именно по этой причине звучание и настроение альбом порой существенно разнится от песни к песне. В альбоме нашли свое отражение как яркие юношеские впечатления, так и горькие уроки на своих ошибках».
По сравнению с предыдущими релизами, в альбоме «The Void» слышно больше электроники, но его все равно можно назвать рок/металл альбомом. Американский портал Damnation magazine указал, что в их музыке «присутствует звучание металл-музыки».
Альбом включает несколько треков, записанных совместно с Кори Бранданом из группы Norma Jean. Голос Кори можно услышать в песнях «Solar Empire» и «Everything Burns».
В отличие от предыдущих альбомов, The Void был записан не на родине музыкантов, а на известной польской студии Hertz братьями Веславскими, известными по работает с такими коллективами как Behemoth и Vader. Мастеринг альбома сделан на студии Turtle Tone.
Сами музыканты из Weesp часто описывают The Void как бесконечный океан, в котором каждый человек либо находит свой путь, либо теряется и превращается в «пустоту». Weesp иногда называют себя кораблем, который постоянно путешествует по волнам океана "The Void’, подбирая на своем пути новых людей на борт.
Альбом получил теплые отзывы от слушателей и от критиков.
В период 2015—2017 года группа выступала в Европе (Польша, Чехия, Германия).

### 2018 — Black Sails
В конце 2017 группа выпустила сингл Illumination вместе с официальным клипом, а также объявили название нового альбома Black Sails выход которого пообещали в первой половине 2018. Поклонники группы заметили перемены в звучании и общей стилистике группы и эти перемены были встречены положительными отзывами и высокими оценками.
Позже была объявлена точная дата релиза Black Sails — 5 апреля 2018. Продюсировали альбом братья Веславски.
В феврале и марте группа 2018 выпустила ещё два новых сингла — Not Over и Who We Are, а также официальный клип на сингл Not Over.
Во время промо-кампании альбома Weesp начали называть сообщество своих поклонников Черными Парусами. Weesp говорят, что Black Sails — это все их слушатели, единомышленники, а также все прочие люди, которые так похожи и так непохожи одновременно, которые мечтают, любят и верят.
Альбом Black Sails — о противостоянии давлению общества на тех, кто не боится выделяться, против охоты на ведьм и массовой диктатуры в области культуры и самовыражения.
Альбом получился намного тяжелее как в музыкальном, так и в лирическом смысле, в то же время сохранив ту искреннюю, яркую эмоциональную подачу, характерную Weesp.
Black Sails вышел 5 апреля 2018 года, и включает 9 треков общей продолжительностью звучания 41 минута.

### 2019 — Crystal Clean Waters
11 Сентября вышел новый альбом группы Weesp — Crystal Clean Waters. В него вошли 7 треков из двух предыдущих альбомов в акустическом исполнении, а также два концертных «лайва» с презентации последнего альбома Black Sails.
В акустическое звучание альбома неожиданно естественным образом вплетаются звуки аналогового синтезатора Oberheim, записанные под впечатлением от первого сезона сериала «Очень странные дела». Песни звучат живо, выразительно и, несмотря на отсутствие тяжелых гитар и барабанов, остаются узнаваемыми благодаря фирменному звучанию Weesp. На новые варианты треков Illumination, Red Neon Glow и Monsters группа сняла видео.

### 2020 — Боль
11 Сентября вышел новый альбом группы Weesp — Боль. В него вошли 8 треков на русском языке.

### 2023 — Путь в темноте
1 Сентября 2022 вышел новый сингл "Наступит Время" из грядущего альбома под названием "Путь в темноте", который группа представит зимой 2023 года.
6 Октября 2022 вышел ещё один сингл под названием "Нас не найдут" из вышеупомянутого альбома "Путь в темноте".
30 Ноября 2022 группа выпустила сингл под названием "Грязь".
31 Января 2022 увидел свет новый трек "Бездна Смотрела В Меня".
4 мая 2023 года группа представила новый студийный альбом.
"Путь в Темноте" — это четвертый студийный альбом группы, который продолжает их творческий путь в жанре альтернативного металла. Альбом включает 8 треков, каждый из которых наполнен энергией и глубокими эмоциями, характерными для музыки Weesp.
Вокалист группы, Лекс Фалько, описывает работу над альбомом: "Мы работали над альбомом в непривычных и сложных условиях, что отразилось в его музыке. Это неоднородный, очень яркий и правдивый альбом".
Альбом доступен на всех стриминг сервисах.

### 2023 — После нас
6 июля 2023 группа представила новый сингл "После нас"
"После нас" - как бурная река, мощная и крутая, в конце впадает в тихое и спокойное озеро, оставляя в смирении и задумчивости. Этот сингл, отличное дополнение к альбому "Путь в темноте", как бы помещает в себе одном все, что так любят и умеют Weesp.
10 августа группа выпустила дополненную версию альбома "Путь в темноте" Deluxe, в которую вошли все те же треки и сингл "После нас". Также, был изменен порядок воспроизведения.

## Релизы

### Студийные альбомы
- 2009 — «tasteofsteel»

| №  | Название             | Длительность |
| -- | -------------------- | ------------ |
| 1. | «Taste of steel»     | 4:01         |
| 2. | «rivalry spirit»     | 2:28         |
| 3. | «Charcoal and chalk» | 5:57         |
| 4. | «Caves»              | 4:43         |
| 5. | «Tooth-brush»        | 5:05         |
| 6. | «Funny Faces»        | 3:07         |

- 2011 — «This Will Destroy Us»

| №  | Название                   | Длительность |
| -- | -------------------------- | ------------ |
| 1. | «This Will Destroy Us»     | 3:38         |
| 2. | «There's Like No Tomorrow» | 4:39         |
| 3. | «Livan»                    | 4:21         |
| 4. | «Sub»                      | 3:41         |
| 5. | «The Horror»               | 5:09         |
| 6. | «Exodus: remastered»       | 3:07         |

- 2015 — «The Void»

| №   | Название                                             | Длительность |
| --- | ---------------------------------------------------- | ------------ |
| 1.  | «Livan»                                              | 4:26         |
| 2.  | «Solar Empire (feat Cory Brandan of Norma Jean)»     | 4:28         |
| 3.  | «Unstable Matter»                                    | 3:18         |
| 4.  | «Beware the Blind Spots»                             | 3:58         |
| 5.  | «Icarus Flight»                                      | 3:43         |
| 6.  | «Charcoal and Chalk»                                 | 5:16         |
| 7.  | «Bruises and the Cuts»                               | 4:24         |
| 8.  | «Murderers»                                          | 4:07         |
| 9.  | «Full Stop»                                          | 4:01         |
| 10. | «Omen»                                               | 3:53         |
| 11. | «The Void»                                           | 4:14         |
| 12. | «Everything Burns (feat Cory Brandan of Norma Jean)» | 6:49         |
| 13. | «Waves»                                              | 4:50         |

- 2018 — «Black Sails»

| №  | Название        | Длительность |
| -- | --------------- | ------------ |
| 1. | «Who We Are»    | 5:52         |
| 2. | «Red Neon Glow» | 4:16         |
| 3. | «Monsters»      | 4:00         |
| 4. | «Not Over»      | 5:14         |
| 5. | «Roads, Hotels» | 4:40         |
| 6. | «The Stream»    | 3:26         |
| 7. | «Illumination»  | 4:24         |
| 8. | «Black Sails»   | 5:38         |
| 9. | «After Us»      | 4:29         |

- 2019 — Crystal Clean Waters

| №  | Название                                    | Длительность |
| -- | ------------------------------------------- | ------------ |
| 1. | «Illumination (Acoustic Version)»           | 4:24         |
| 2. | «Red Neon Glow (Acoustic Version)»          | 3:31         |
| 3. | «Monsters (Acoustic Version)»               | 4:03         |
| 4. | «Beware the Blind Spots (Acoustic Version)» | 2:31         |
| 5. | «Who We Are (Acoustic Version)»             | 3:51         |
| 6. | «Livan (Acoustic Version)»                  | 3:27         |
| 7. | «Roads and Hotels (Acoustic Version)»       | 3:20         |
| 8. | «After Us (Live)»                           | 4:57         |
| 9. | «Monsters (Live)»                           | 4:23         |

- 2020 — Боль

| №  | Название                              | Длительность |
| -- | ------------------------------------- | ------------ |
| 1. | «Мотыльки»                            | 4:15         |
| 2. | «Железный край»                       | 3:57         |
| 3. | «Настоящим»                           | 3:44         |
| 4. | «Выстрел в небо»                      | 4:50         |
| 5. | «Пустота»                             | 4:14         |
| 6. | «Красный коридор»                     | 4:16         |
| 7. | «Кто мы есть»                         | 5:56         |
| 8. | «Железный край (акустическая версия)» | 4:01         |

- 2023 — Путь в Темноте| №  | Название                 | Длительность |
| -- | ------------------------ | ------------ |
| 1. | «Грязь»                  | 3:11         |
| 2. | «Нас не найдут»          | 3:11         |
| 3. | «Наступит время»         | 4:17         |
| 4. | «Путь в темоте»          | 4:48         |
| 5. | «Острый нож»             | 5:11         |
| 6. | «Стоп-слово»             | 3:29         |
| 7. | «Мир, полный чудес»      | 3:48         |
| 8. | «Бездна смотрела в меня» | 4:16         |

### Синглы
- 2011 — «Exodus: origins»
- 2011 — «Our Own Gale»
- 2013 — «Caves unplugged»
- 2015 — «Murderers»
- 2015 — «Solar Empire»
- 2017 — «Illumination»
- 2018 — «Not Over»
- 2018 — «Who We Are»
- 2020 — «Железный край»[5][6]
- 2020 — «Выстрел в небо»[7]
- 2022 — «Наступит время»
- 2022 — «Нас не найдут»
- 2022 — «Грязь»
- 2023 — «Бездна Смотрела В Меня»
- 2023 — «После нас»

### Лайвы
- 2010 — «Livan»
- 2011 — «Omen (The Prodigy cover)»
- 2015— «Beware The Blind Spots»'

### Клипы
- 2011 — «Livan Архивная копия от 16 апреля 2016 на Wayback Machine»
- 2013 — «Caves unplugged Архивная копия от 10 июня 2016 на Wayback Machine»
- 2013 — «Our Own Gale (lyric-video) Архивная копия от 8 мая 2016 на Wayback Machine»
- 2013 — «Sub Архивная копия от 10 июня 2016 на Wayback Machine»
- 2015 — «Murderers Архивная копия от 25 марта 2016 на Wayback Machine»
- 2015 — «Solar Empire Архивная копия от 16 марта 2016 на Wayback Machine»
- 2017 — «Illumination Архивная копия от 31 марта 2018 на Wayback Machine»
- 2018 — «Not Over Архивная копия от 31 марта 2018 на Wayback Machine»
- 2018 — «Who We Are»
- 2018 — «Black Sails Архивная копия от 31 января 2020 на Wayback Machine»
- 2019 — «Crystal Clean Waters Архивная копия от 27 ноября 2019 на Wayback Machine»
- 2020 — «Железный край Архивная копия от 5 июля 2020 на Wayback Machine»
- 2020 — «Красный коридор (акустическая версия)»
- 2023 — «Грязь»

## Состав
- Алексей (Lex) Фалько — вокал, пианино
- Михаил (Mike) Залуцкий — гитара
- Дмитрий (Mi) Будько — бас-гитара
- Станислав (Stak) Будько — электроника
- Максим (Max) Судаков — ударные